# The Unfairground
The Unfairground is het 29e muziekalbum van Kevin Ayers; het is zijn eerste album met nieuwe liedjes sinds jaren. De jaren hebben hem kennelijk niet van gedachten laten veranderen, Ayers schrijft nog steeds luisterliedjes als op Falling Up en voorgangers. Met progressieve rock heeft het niets meer te maken.
Het album is opgenomen in vijf verschillende studios in de Verenigde Staten en het Verenigd Koninkrijk. Per compositie spelen andere muzikanten, waaronder zijn oude maten uit vroeger tijden (jaren zeventig): Hugh Hopper en Phil Manzanera.

## Composities
Alle liedjes geschreven door Ayers zelf:
1. Only heaven knows
2. Cold shoulder
3. Friends and strangers
4. Shine a light
5. Wide awake
6. Baby come home
7. Brainstorm
8. Unfairground
9. Run run run